# Scott Silver
Scott Silver (sinh ngày 30 tháng 11 năm 1964) là một nhà biên kịch và đạo diễn điện ảnh người Mỹ. Silver được biết đến nhiều nhất với các dự án Johns, The Mod Squad, 8 Mile, Võ sĩ – bộ phim giúp ông nhận được đề cử giải Oscar cho Kịch bản gốc xuất sắc nhất, và Joker – bộ phim giúp ông nhận được đề cử giải Oscar cho Kịch bản chuyển thể xuất sắc nhất cùng với Todd Phillips. Ông là một người Mỹ gốc Do Thái.

## Danh sách phim
| Năm  | Phim                      | Vai trò                            | Ghi chú                                        |
| ---- | ------------------------- | ---------------------------------- | ---------------------------------------------- |
| 1996 | Johns                     | Đạo diễn, biên kịch                |                                                |
| 1997 | The House of Yes          | Đồng giám đốc sản xuất             |                                                |
| 1999 | The Mod Squad             | Đạo diễn, biên kịch                | Đồng biên kịch với Stephen Kay và Kate Lanier  |
| 2000 | Requiem for a Dream       | Lời cảm ơn                         |                                                |
| 2002 | 8 Mile                    | Biên kịch                          |                                                |
| 2007 | Then She Found Me         | Lời cảm ơn                         |                                                |
| 2009 | Người Sói                 | Viết lại kịch bản (không ghi danh) | Đồng biên kịch với James Vanderbilt            |
| 2010 | Võ sĩ                     | Biên kịch                          | Đồng biên kịch với Paul Tamasy và Eric Johnson |
| 2016 | The Finest Hours          | Biên kịch                          | Đồng biên kịch với Paul Tamasy và Eric Johnson |
| 2016 | Bleed for This            | Lời cảm ơn                         |                                                |
| 2017 | Stronger                  | Sản xuất                           |                                                |
| 2018 | Cuộc chiến kim cương xanh | Lời cảm ơn                         |                                                |
| 2019 | Joker                     | Biên kịch                          | Đồng biên kịch với Todd Phillips               |

## Giải thưởng
| Năm  | Giải thưởng                                        | Hạng mục                          | Đề cử | Kết quả |
| ---- | -------------------------------------------------- | --------------------------------- | ----- | ------- |
| 2011 | Giải Oscar lần thứ 83                              | Kịch bản gốc xuất sắc nhất        | Võ sĩ | Đề cử   |
| 2020 | Giải Critics' Choice lần thứ 25                    | Kịch bản hay nhất                 | Joker | Đề cử   |
| 2020 | Giải BAFTA lần thứ 73                              | Kịch bản chuyển thể xuất sắc nhất | Joker | Đề cử   |
| 2020 | Giải thưởng của Hiệp hội nhà biên kịch Hoa Kỳ 2019 | Kịch bản chuyển thể xuất sắc nhất | Joker | Đề cử   |
| 2020 | Giải Oscar lần thứ 92                              | Kịch bản chuyển thể xuất sắc nhất | Joker | Đề cử   |